# Bazylika św. Paulina w Trewirze
Bazylika św. Paulina (niem. St. Paulin) – rokokowa świątynia rzymskokatolicka znajdująca się w niemieckim mieście Trewir.

## Historia
W starożytności na miejscu dzisiejszej świątyni znajdował się cmentarz. W IV wieku biskup Feliks wzniósł na nim kościół, w którym złożono szczątki św. Paulina, biskupa Trewiru wygnanego do Frygii wskutek konfliktu z cesarzem Konstancjuszem II. W 1674 roku gmach, wcześniej wielokrotnie przebudowywany, został wysadzony przez wojska francuskie, przetrwała jedynie romańska zakrystia. W 1734 roku arcybiskup Franz Georg von Schönborn rozpoczął budowę nowego kościoła, ukończonego w 1757 roku. Od 1802 lub 1804 roku świątynia pełni funkcję kościoła parafialnego. 23 maja 1958 roku papież Pius XII wyniósł ją do godności bazyliki mniejszej.

## Architektura i wyposażenie
Świątynia rokokowa, jednonawowa. Sklepienie zdobi fresk ze scenami z życia św. Paulina, wykonany w 1743 roku przez Christopha Thomasa Schefflera. Nad ołtarzem głównym ustawiono baldachim z 1745 roku, zaprojektowany przez Balthasara Neumanna, który jest również autorem wyglądu stalli. Organy wykonano w 1747 roku w belgijski warsztacie Nollet. Za wygląd prospektu organowego również odpowiada Balthasar Neumann. Pod prezbiterium znajduje się krypta z 1738 roku z relikwiami św. Paulina. Na wieży kościoła zawieszono cztery dzwony:
| Imię                             | Waga      | Średnica | Ton  | Rok odlania | Ludwisarze                  |
| -------------------------------- | --------- | -------- | ---- | ----------- | --------------------------- |
| Petrus und Johannes Nepomuk      | 1016,5 kg | 117 cm   | e'   | 1821        | Joseph i Charles Perrinowie |
| Nikolaus und Donatus             | 1238,5 kg | 127 cm   | d'   | 1821        | Joseph i Charles Perrinowie |
| Michael und Walburga             | 1773,5 kg | 142 cm   | cis' | 1821        | Joseph i Charles Perrinowie |
| Paulinus und Trierische Märtyrer | 2365 kg   | 157 cm   | h°   | 1821        | Joseph i Charles Perrinowie |

## Galeria

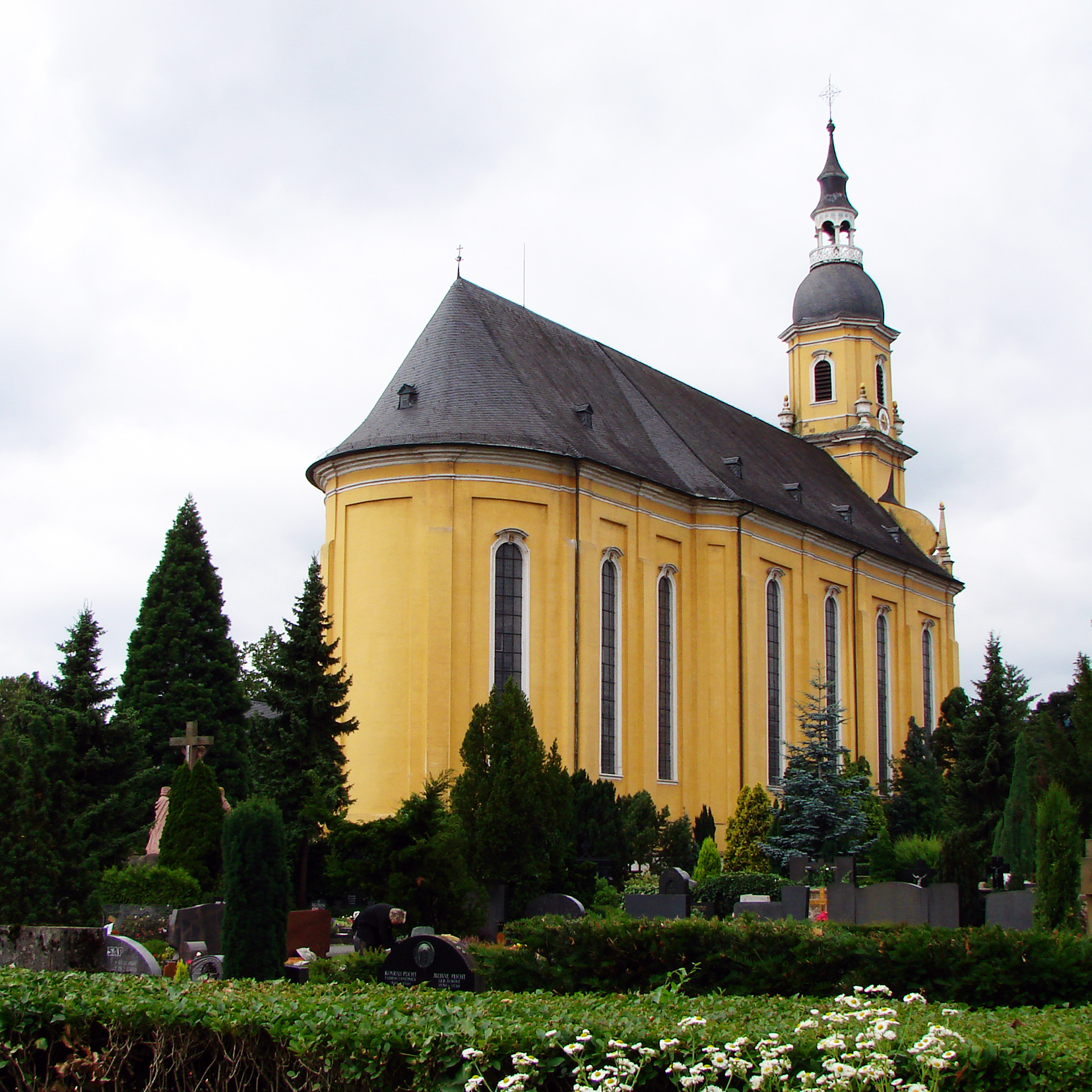
Bazylika w 2008
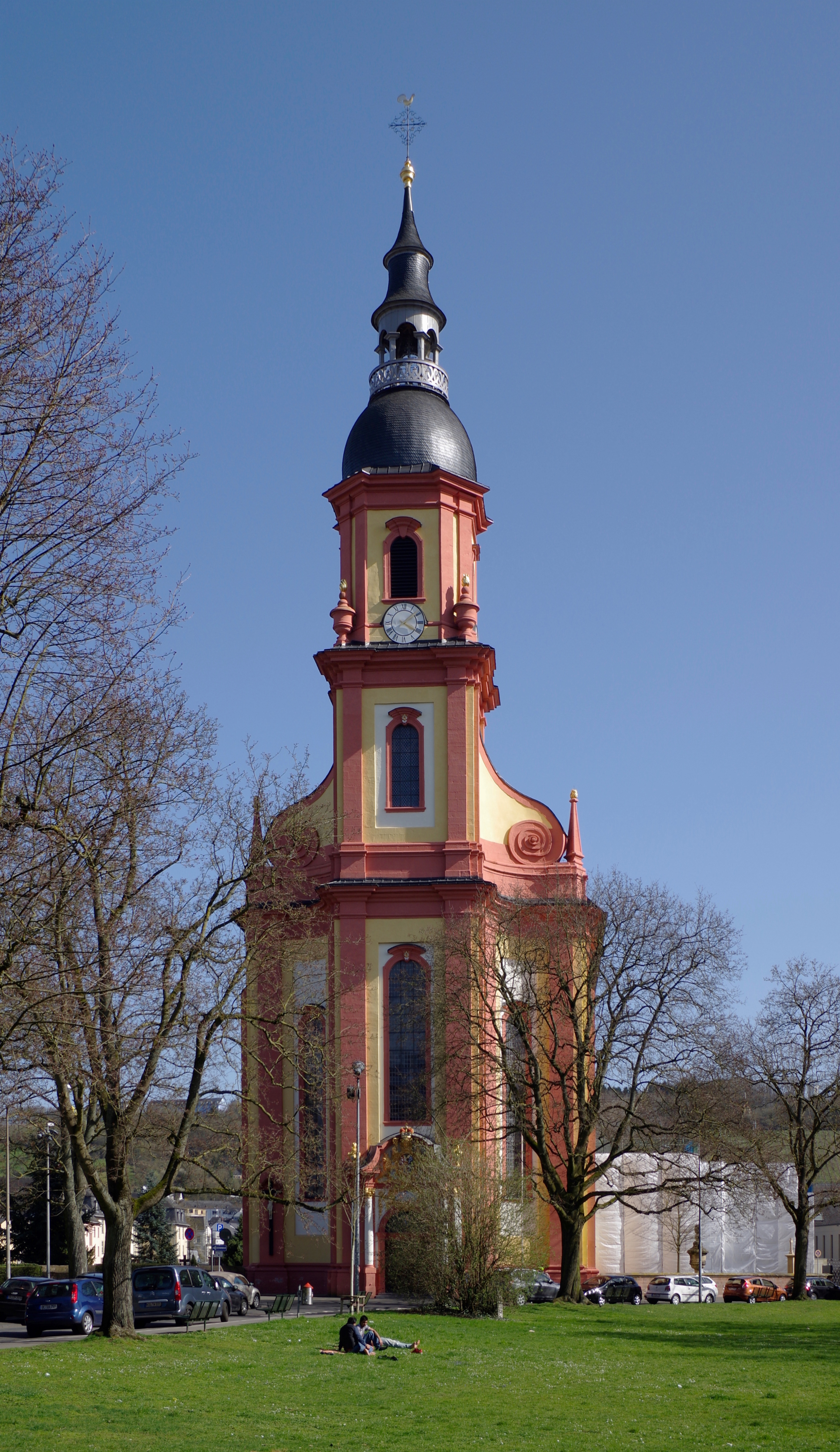
Fasada
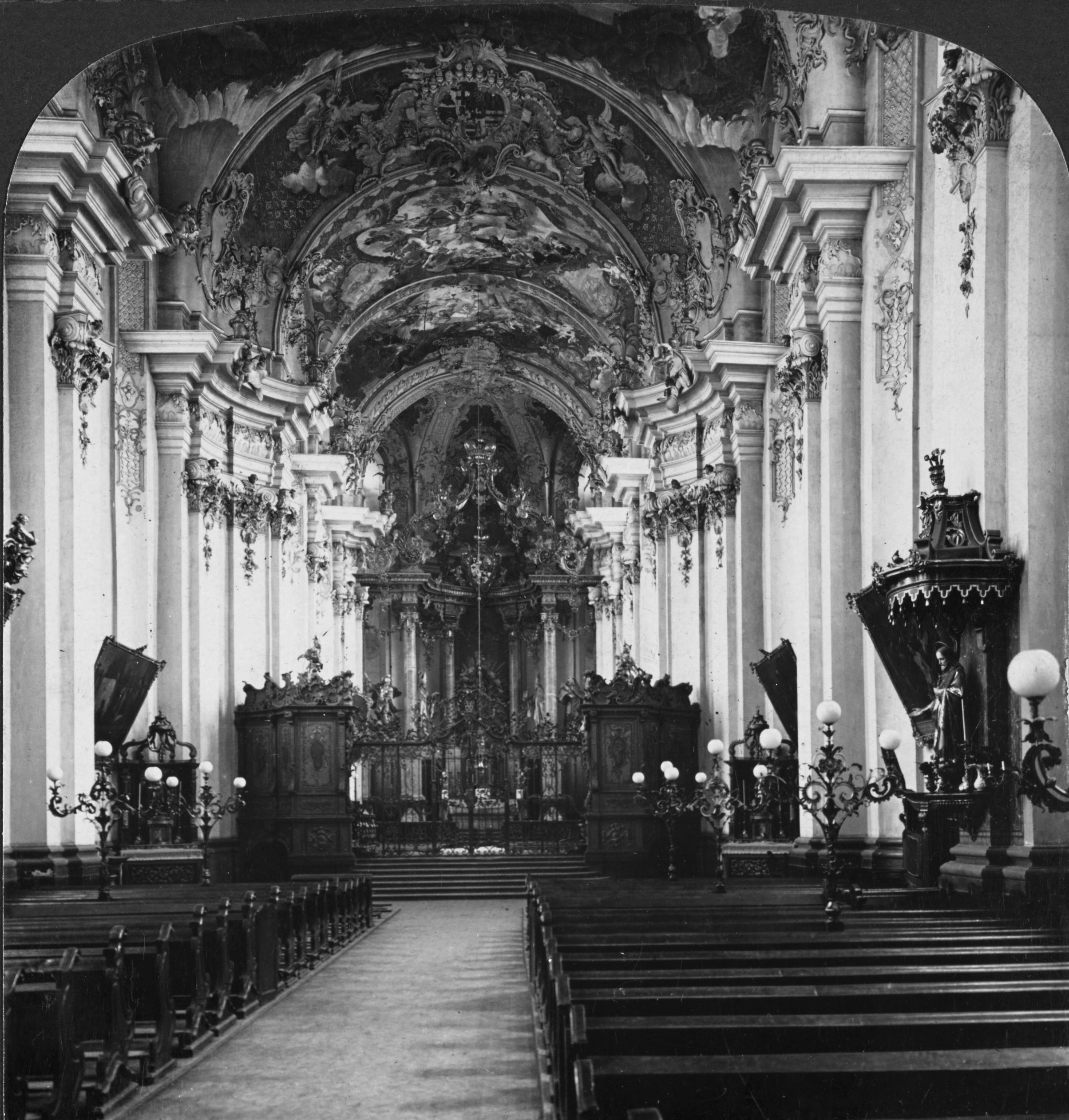
Wnętrze w 1902
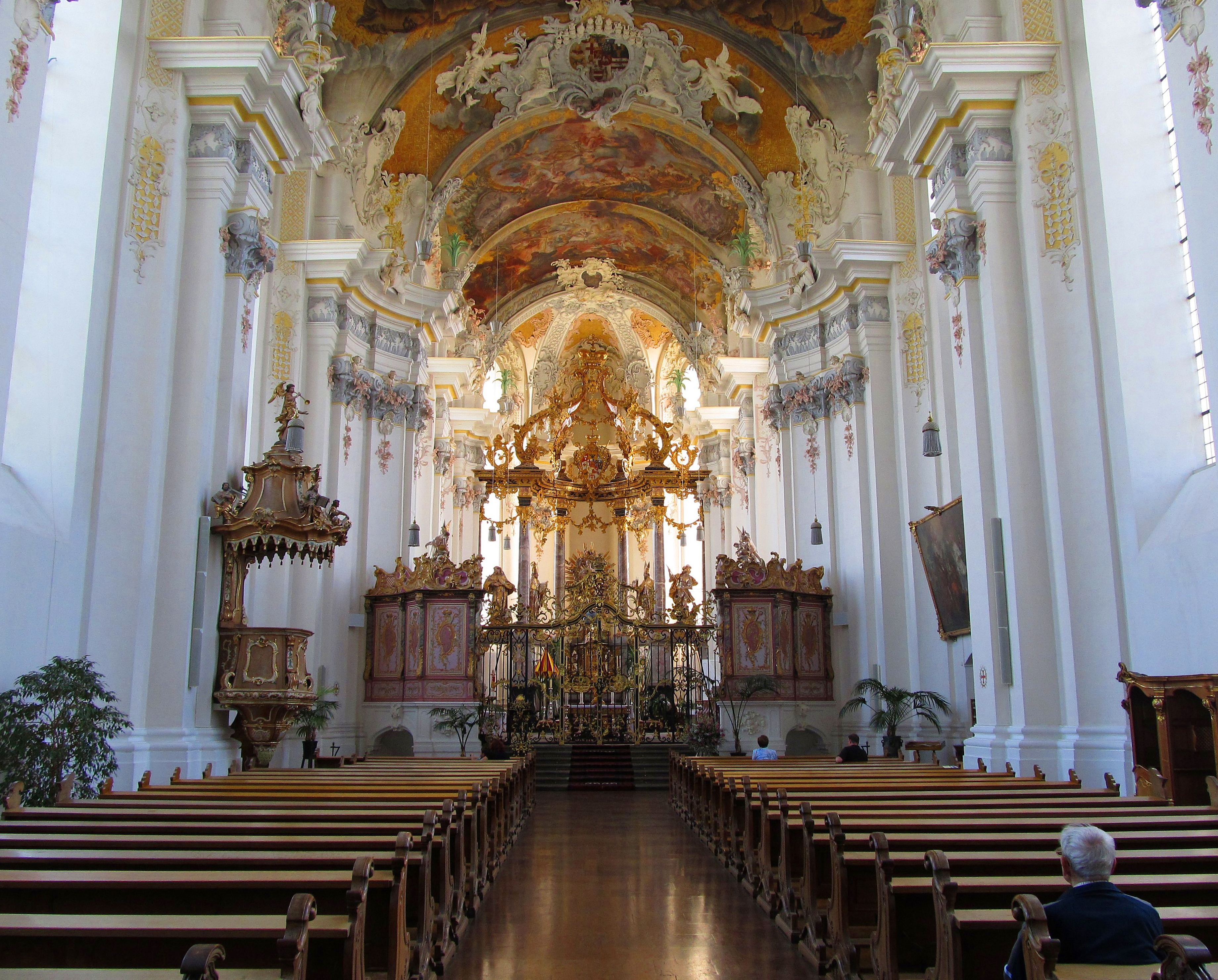
Wnętrze w 2012
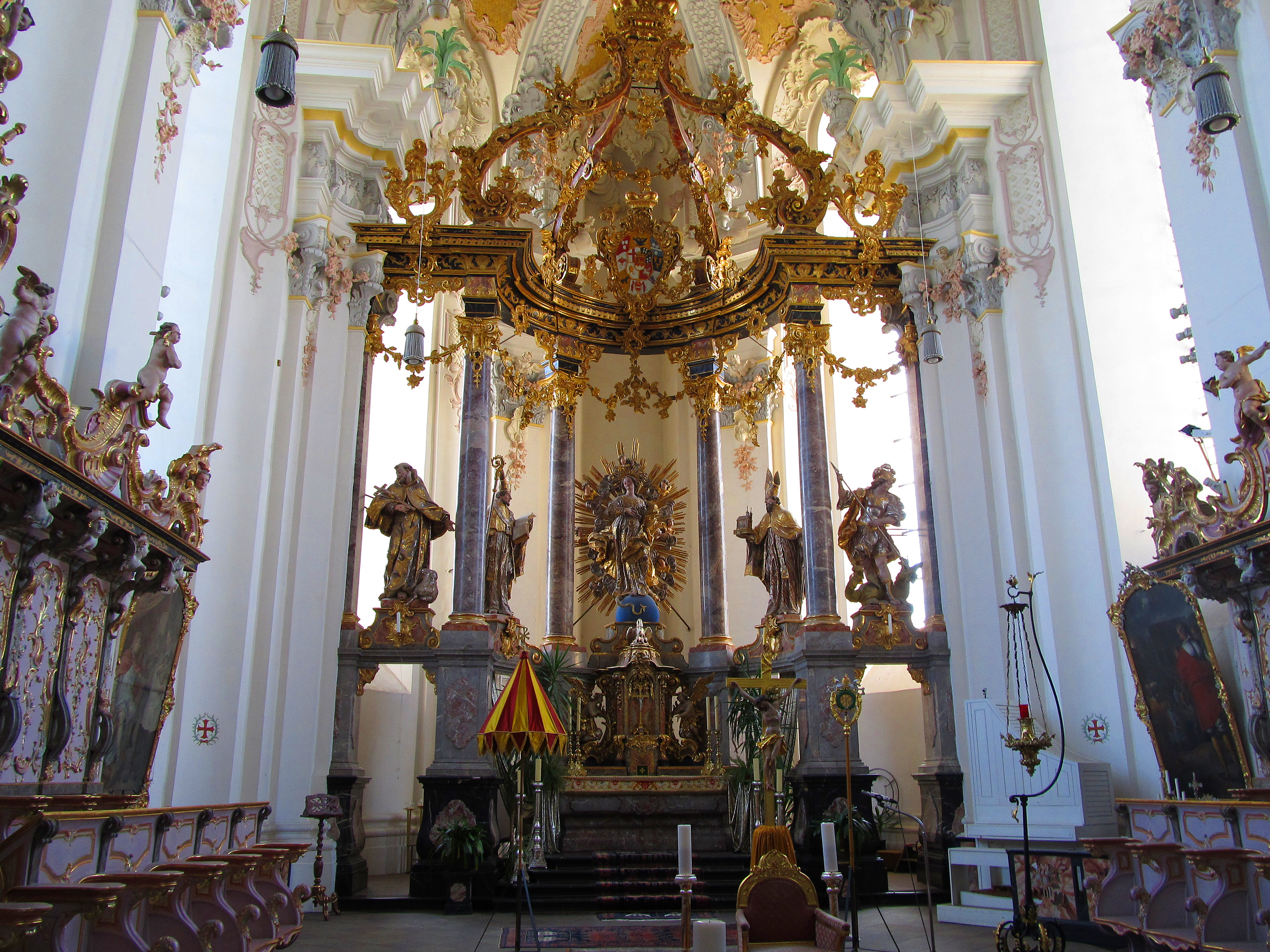
Ołtarz główny
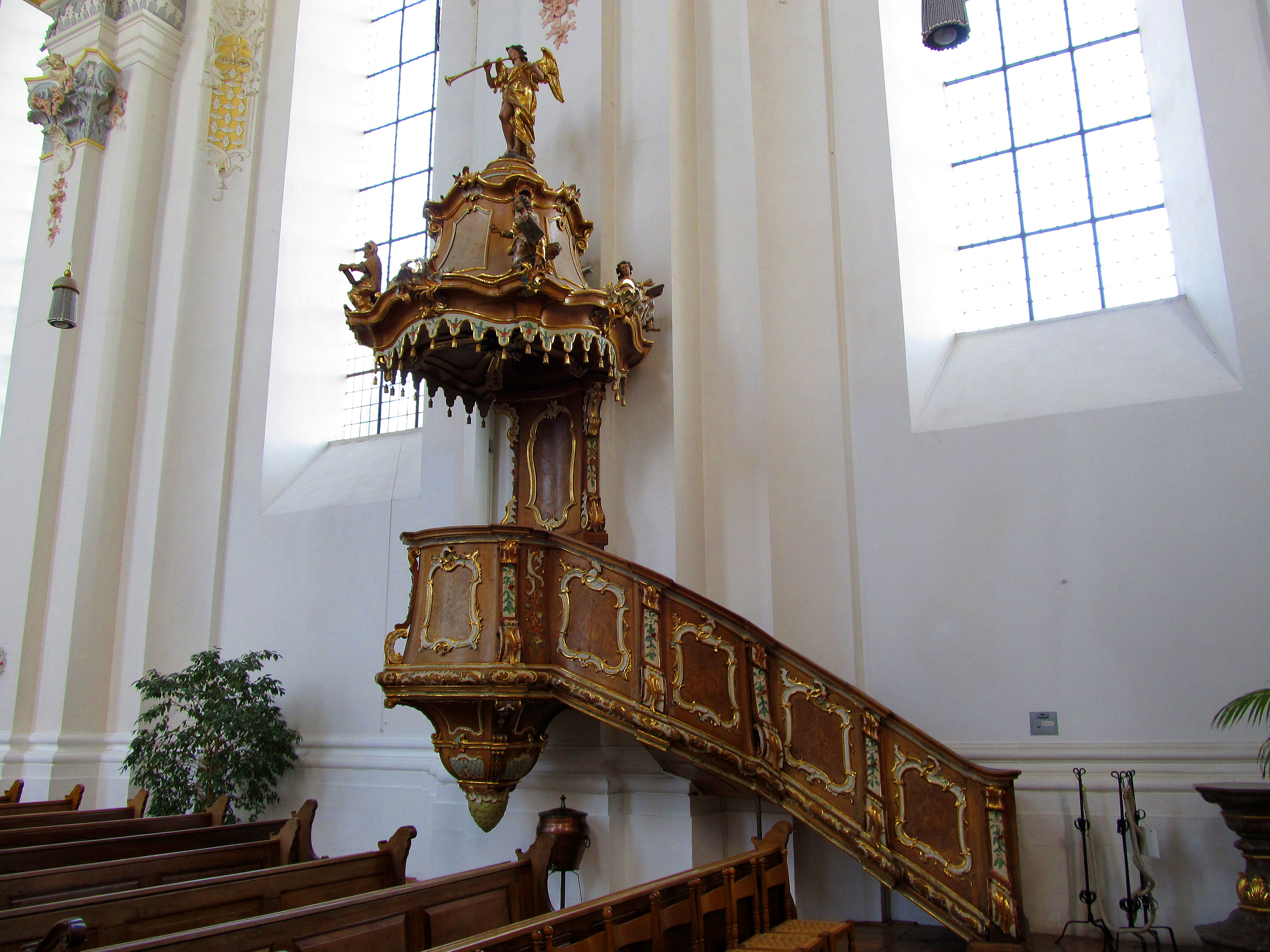
Ambona
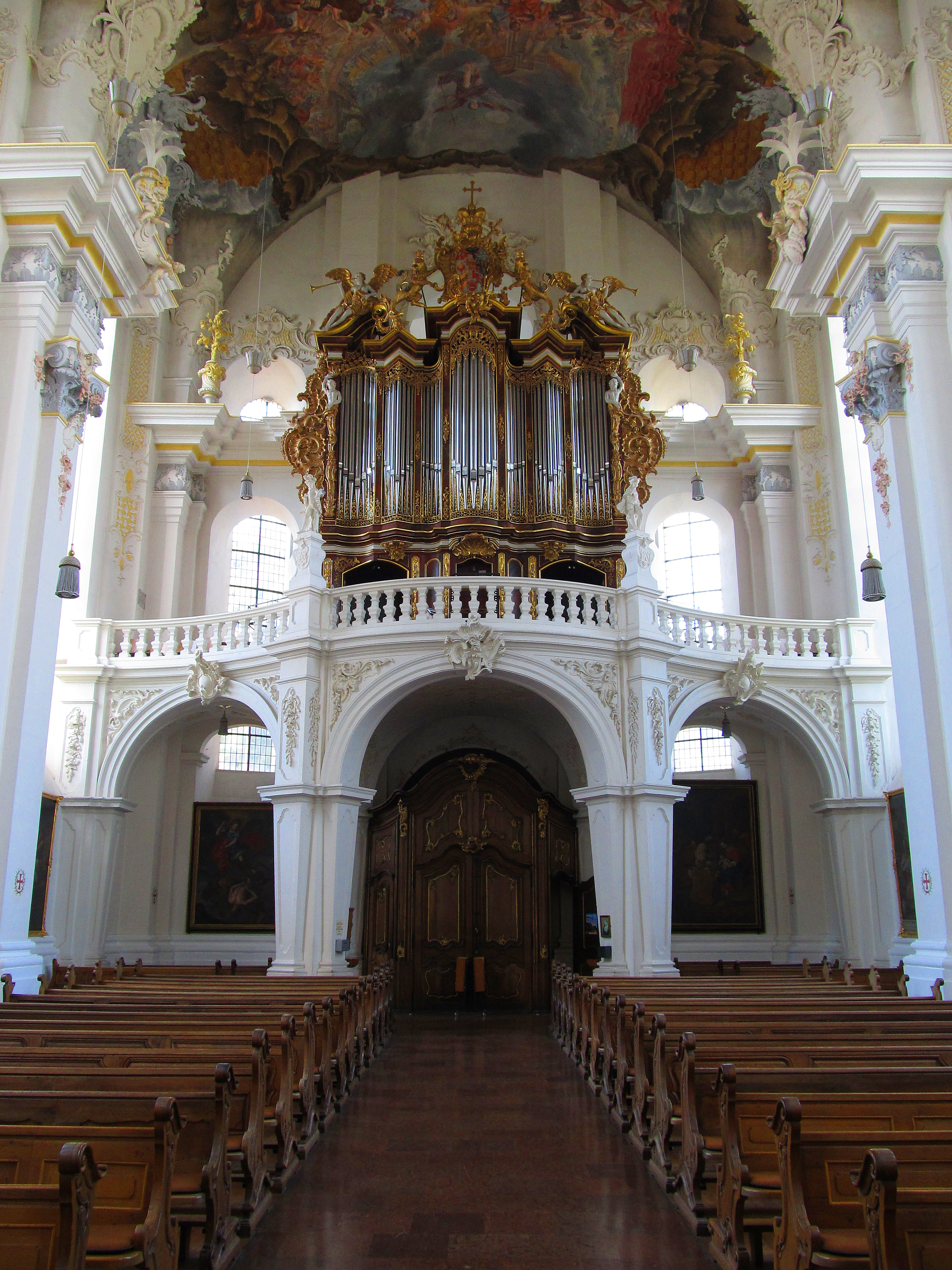
Empora i organy
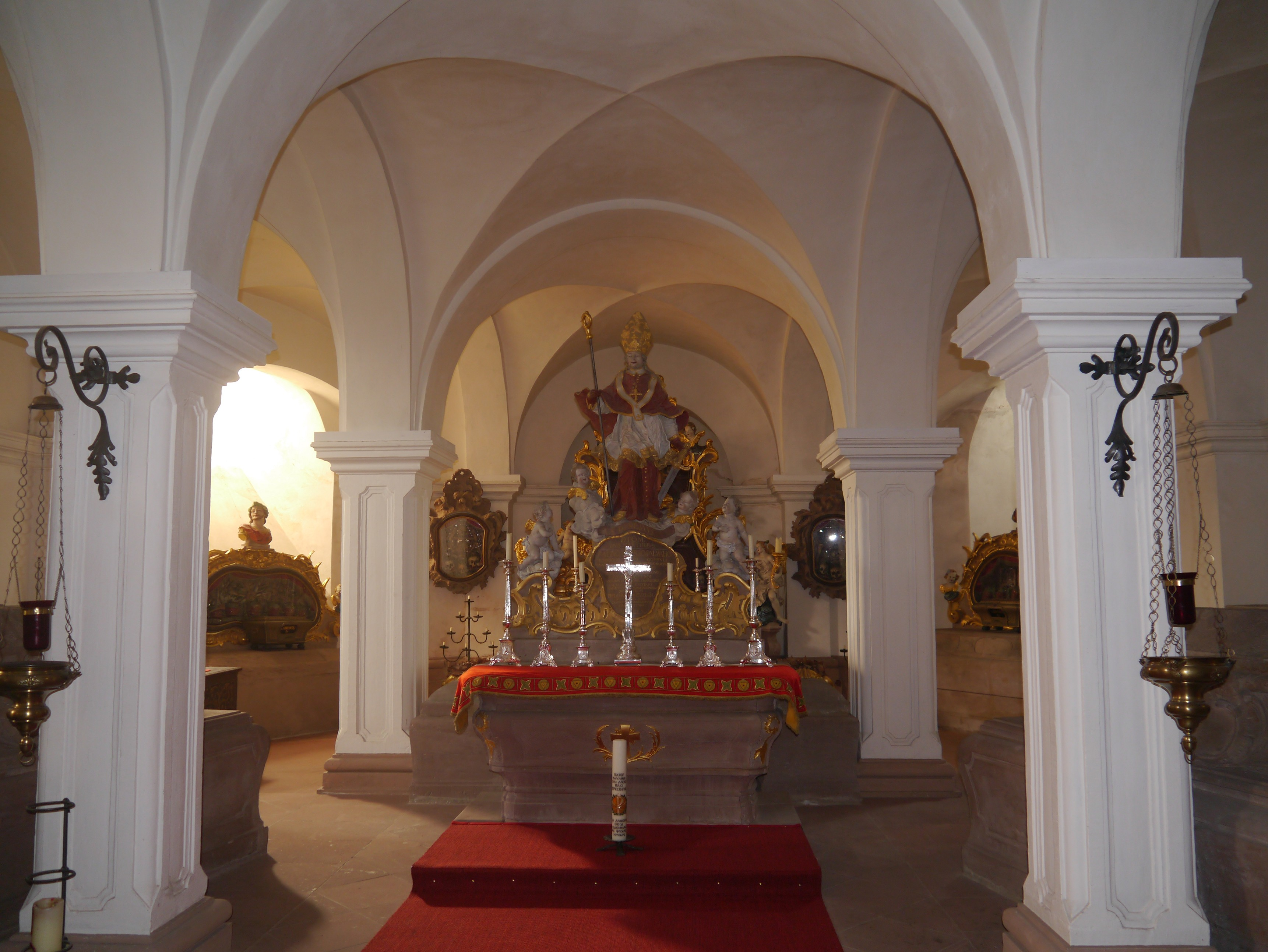
Krypta